# Stenoma favillata
Stenoma favillata es una especie de polilla del género Stenoma, orden Lepidoptera.

## Taxonomía
Fue descrita científicamente por Meyrick en 1915.